# اوروش اسپاییچ
اوروش اسپاییچ (سیریلیک صربی: Урош Спајић؛ زادهٔ ۱۳ فوریهٔ ۱۹۹۳) بازیکن فوتبال اهل صربستان است.
از باشگاه‌هایی که در آن بازی کرده‌است می‌توان به ستاره سرخ بلگراد، تولوز، اندرلشت، و کراسنودار اشاره کرد.
وی همچنین در تیم ملی فوتبال صربستان بازی کرده‌است.